# STS-9

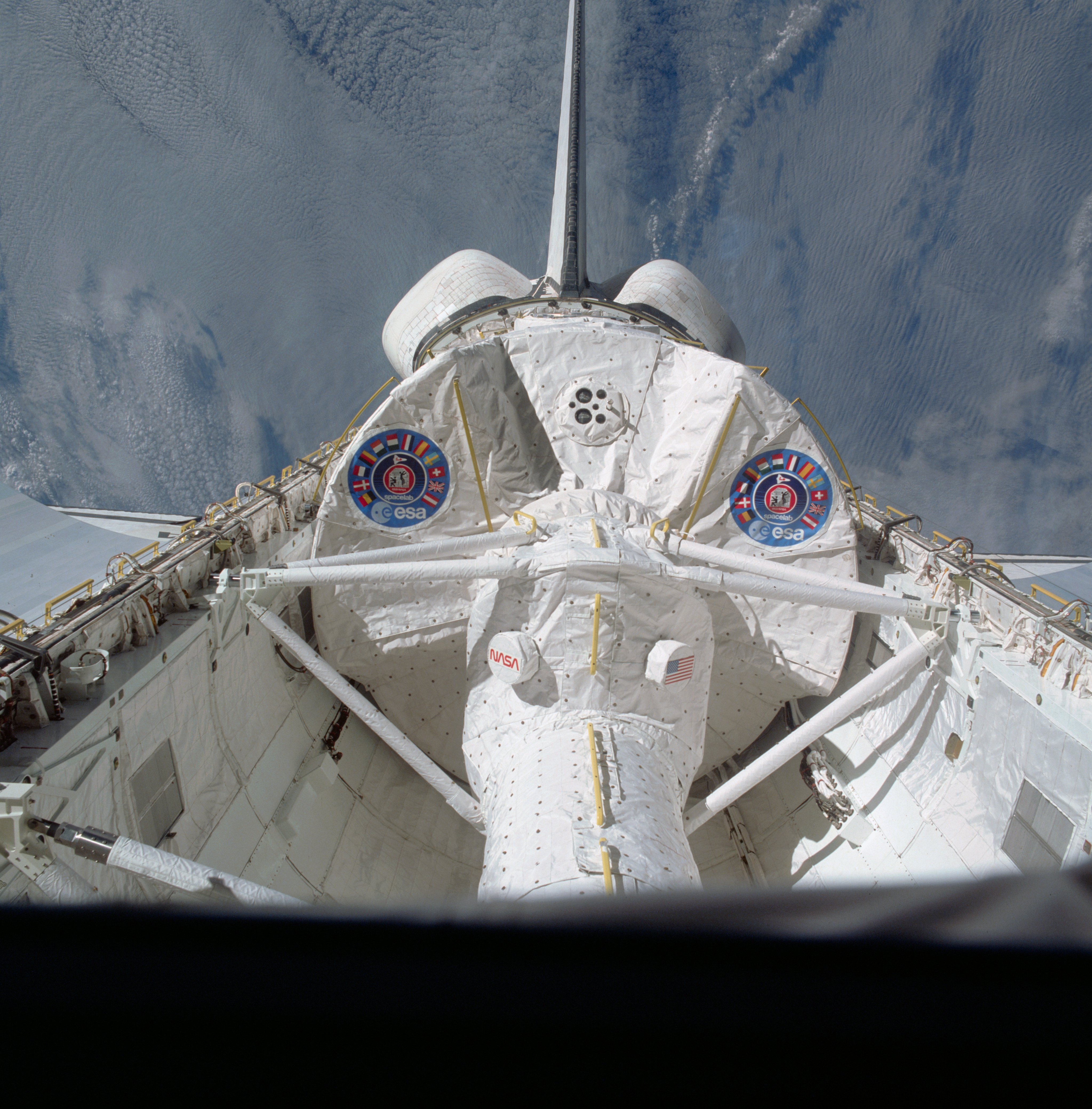

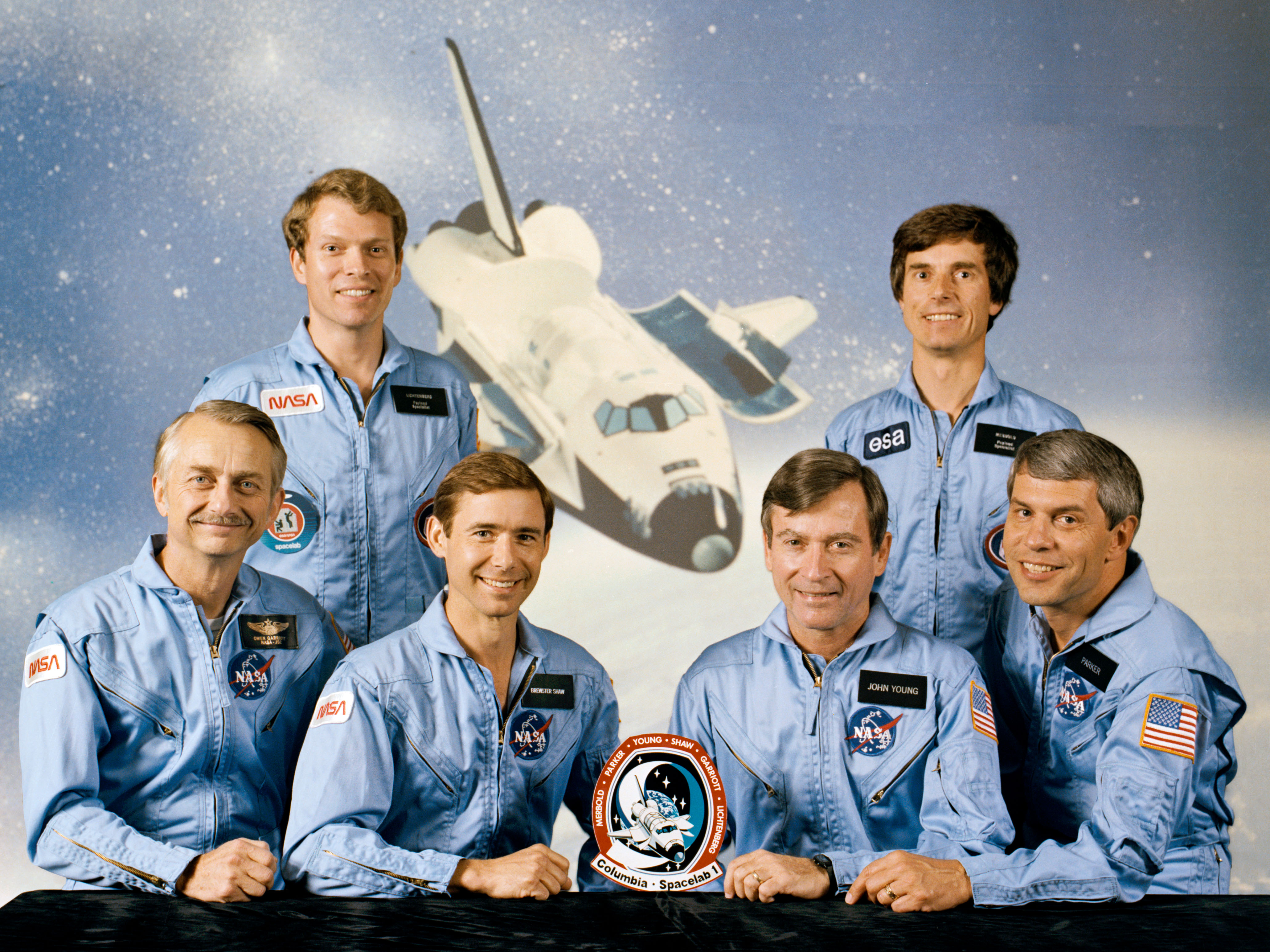
오웬 개리엇, 바이런 K. 리히텐버그, 브루스터 H. 쇼, 존 영, 울프 머볼드, 로버트 A. 파커

STS-9 또는 스페이스랩 1(Spacelab 1)은 NASA 우주왕복선의 9번째 임무이자 컬럼비아 우주왕복선의 6번째 임무였다. 1983년 11월 28일에 발사된 10일간의 임무는 최초의 스페이스랩 실험실 모듈을 궤도로 운반했다.
STS-9는 또한 1986년 STS-51-L의 챌린저 재난 이후 지정된 STS-26까지 원래 STS 번호 지정 시스템이 마지막으로 사용된 것이기도 하다. 새로운 시스템에서는 STS-9가 STS-41-A로 지정되었다. STS-9의 원래 계획된 후속작인 STS-10은 페이로드 문제로 인해 취소되었다. 대신 STS-41-B가 이어졌다. 이 임무 이후 컬럼비아는 개조를 위해 서비스를 중단했으며 1986년 1월 초 STS-61-C까지 다시 비행하지 않았다.
STS-9는 미국 시민이 아닌 최초의 우주 왕복선 울프 머볼드를 우주로 보내 ESA 최초이자 우주로 진출한 최초의 서독 시민이 되었다.

## 같이 보기
- 우주비행 관련 사고와 사건 목록